# Oettinger Schlösschen

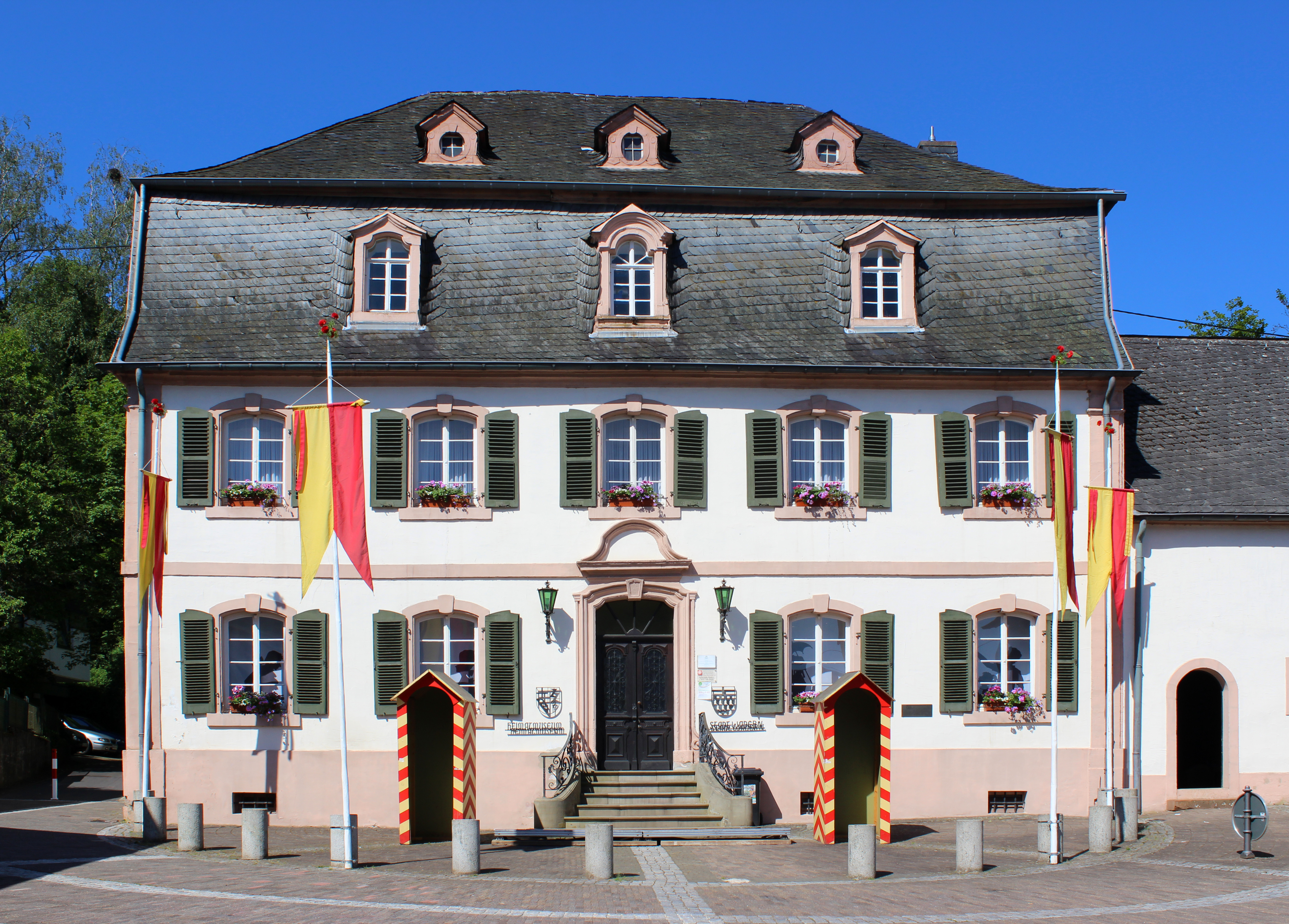
Oettinger Schlösschen am Kleinen Markt

Das Oettinger Schlösschen ist ein Schloss an der Westseite des Kleinen Marktes von Wadern im Saarland. Es ist heute Sitz des Stadtmuseums Wadern.

## Geschichte

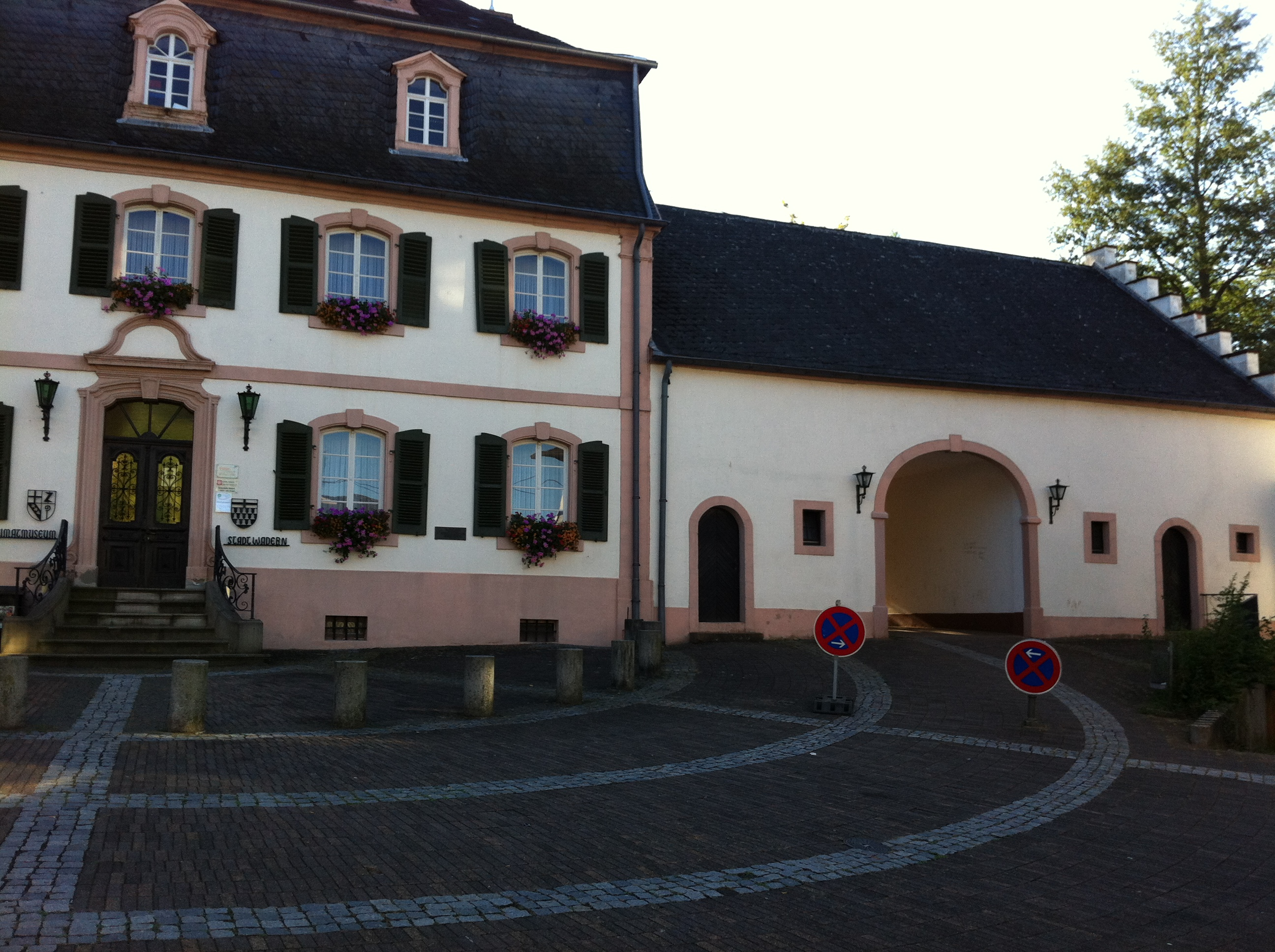
Nördliche Seite des Schlösschens, ähnlich eines Torhauses; es ist aber die ehemalige Remise mit großer Einfahrt.

Das kleine barocke Schloss wurde 1758 vermutlich nach Plänen eines Schülers von Christian Kretzschmar errichtet. Es wurde für die Gräfin Christiane von Oettingen-Sötern (geborene von Schwarzburg-Sondershausen), die Ehefrau des Grafen Joseph Anton von Oettingen-Sötern-Hohenbaldern (1720–1778), erbaut. 
Zwischenzeitlich wurde es als Gaststätte und Apotheke (die sogenannte „Seiwert'sche Apotheke“) genutzt. 1978 wurde im barocken „Oettinger Schlösschen“ das erste Heimatmuseum im Kreisgebiet eingerichtet, das nach umfassender räumlicher Sanierung und inhaltlicher Neukonzipierung im Herbst 2013 als Stadtmuseum Wadern wieder eröffnet wurde.

## Baubeschreibung

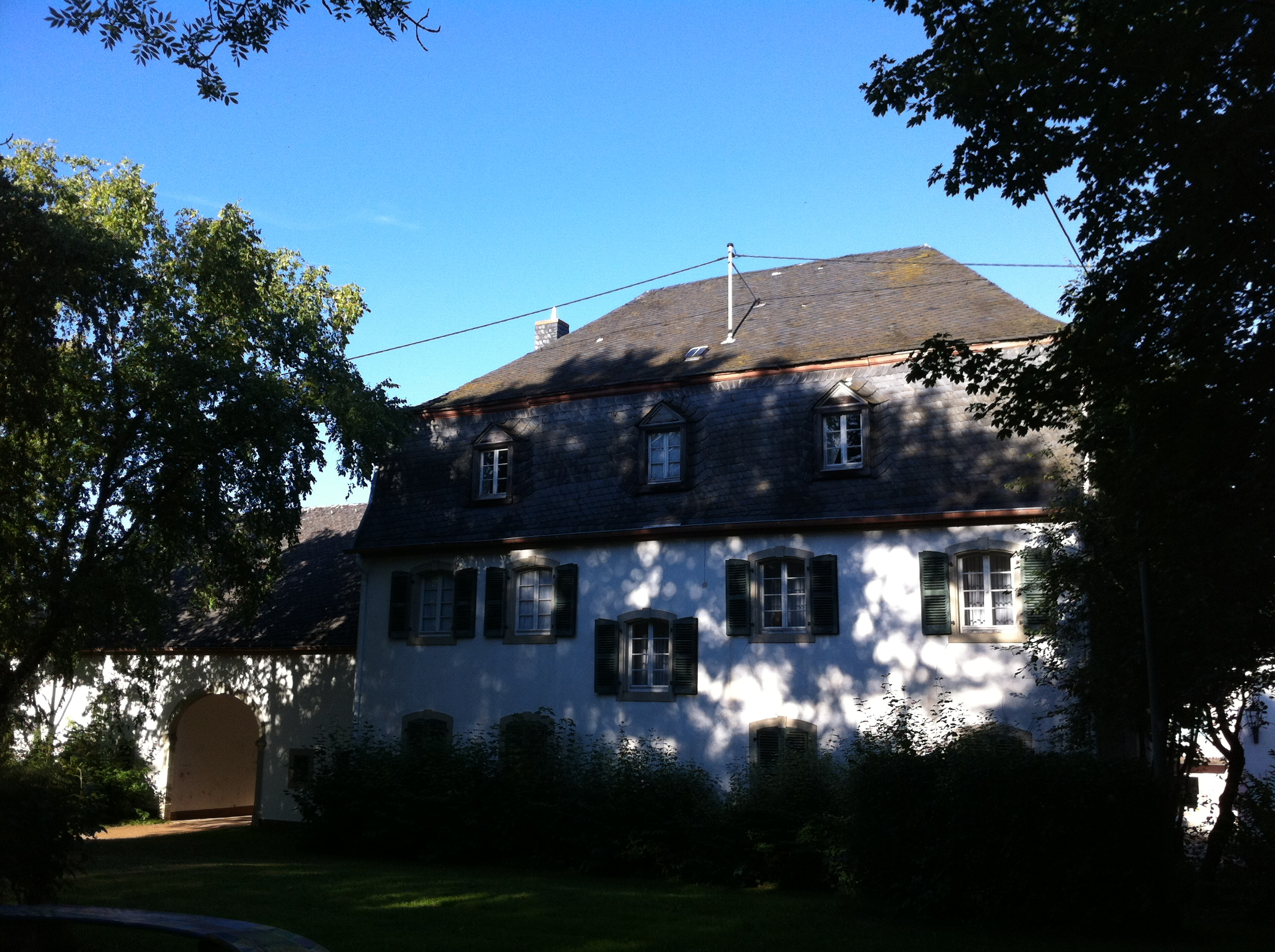
Ansicht von der Parkseite (Rückseite)

Der zweigeschossige traufständige Bau mit fünf Fensterachsen erhebt sich über einem niedrigen Sockelgeschoss. Über eine Freitreppe gelangt man in der mittleren Achse zum Eingangsportal mit profilierter Laibung und betontem Schlussstein. Darüber ist eine profilierte gerade Verdachung mit einem Gesims verkröpft. Über der Verdachung sitzt ein geschweifter, eintragloser Giebel, der bis zur Sohlbank im Obergeschoss reicht. Die Rückseite zum Park ist nicht gleichmäßig gegliedert, das Fenster der mittleren Achse ist mittig der zwei Geschosse gesetzt. Ein Mansardwalmdach schließt den Bau ab. Auf der Dachvorderseite sind 2 mal 3 Giebelgauben eingebaut, auf der Rückseite nur drei im unteren Walmbereich.
Nördlich an das Herrenhaus ist die ehemalige Remise als gleichlanger aber nur eingeschossiger Bau mit Satteldach angelehnt. Nach Norden wird das Dach von einem getreppten Ziergiebel bekrönt. Die hohe Tordurchfahrt lässt den Bau fasst als Torhaus erscheinen.